# Mare de Déu del Remei de Castellar
Mare de Déu del Remei de Castellar és una capella de la masia de la Llena, a Castellar de la Ribera (Solsonès), inclosa a l'Inventari del Patrimoni Arquitectònic de Catalunya.

## Situació
La masia de la Llena amb la seva capella es troba a l'extrem sud-oest del terme municipal, a llevant del serrat de la Bandera i a la capçalera del barranc de les Cases.
S'hi va des del punt quilomètric 96 de la carretera C-26, en l'indret conegut com "La Trinxera"(42° 00′ 52″ N, 1° 26′ 27″ E / 42.014418°N,1.440749°E). Es gira cap al sud en direcció a "Madrona" per una carretera ben asfaltada. Al cap d'1,5 km. s'arriba a un triple desviament. Es pren el de la dreta on hi ha un plafó indicador on figura, entre altres masies, "La Llena 7,3". La carretera va resseguint la carena divisòria d'aigües. S'aniran deixant els trencalls a les diverses masies que estan molt ben indicats, i als 8,6 km.(41° 59′ 44″ N, 1° 21′ 45″ E / 41.995607°N,1.362387°E) trobarem, a l'esquerra, ben senyalitzat, el que porta a la masia de la Llena.

## Descripció

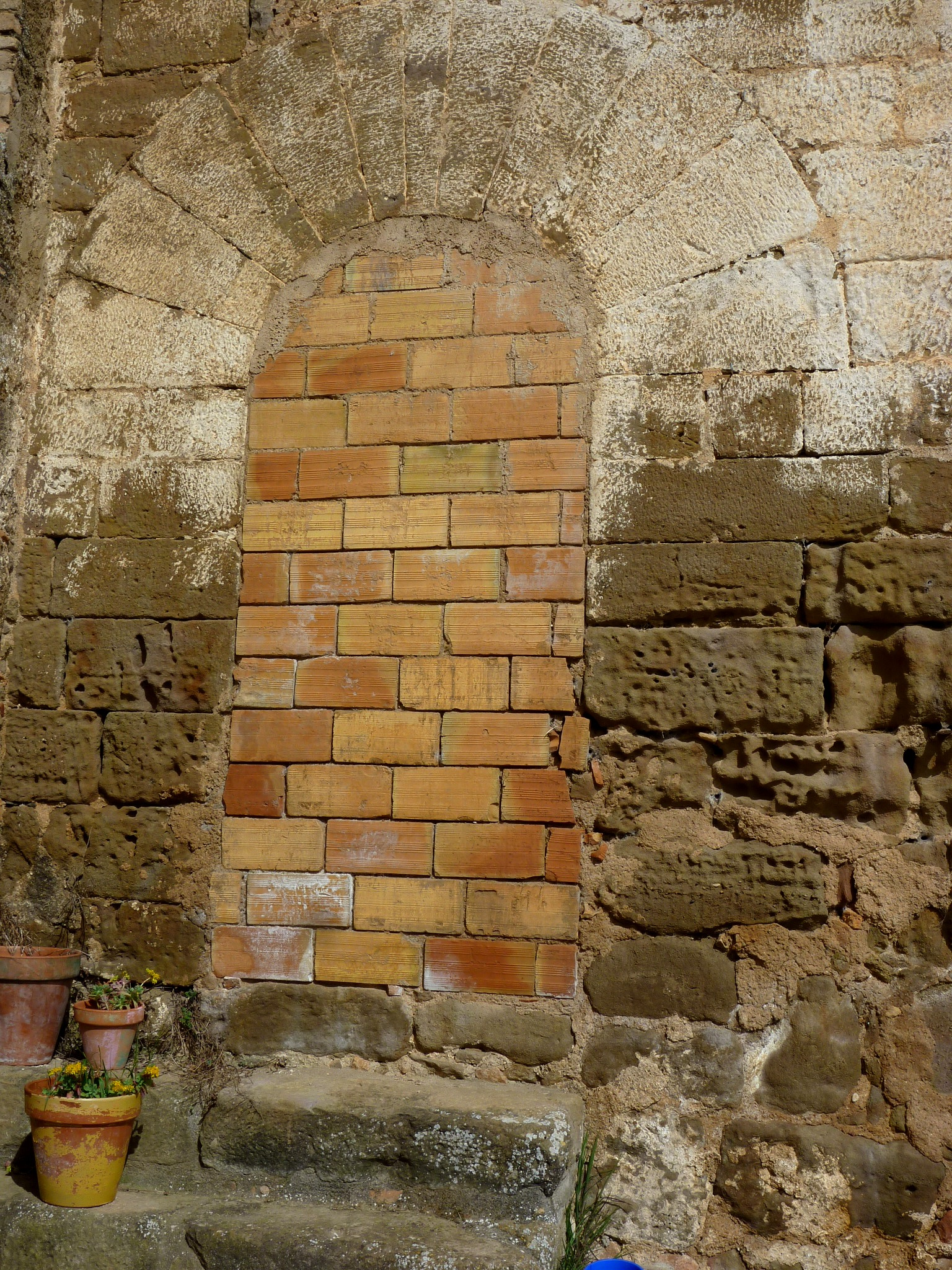
Porta tapiada

Capella de planta rectangular, molt petita. Està adossada a la casa i l'entrada a la nau queda sota del mateix porxo. Actualment està abandonada (llinda de 1795 amb l'escrit PAS CU A L ANY).
En tot el parament exterior tan sols hi ha una finestra a migjorn i l'antiga porta d'accés a la nau amb arc de mig punt adovellat, ara tapiada. Aquesta porta va precedida per una escala de cinc graons. Tota la cara nord de l'edifici està oberta a l'exterior per a poder entrar-hi amb la maquinària agrícola (garatge). El parament és de pedra picada a maceta amb morter de calç. La volta de l'interior és de canó (diversos materials moderns), i les parets són enguixades (molta humitat).